# Бобрышев, Евгений Евгеньевич
Евге́ний Евге́ньевич Бо́брышев (родился 13 ноября 1987, Кондрово, Калужская область) — российский мотогонщик. Многократный чемпион России. Бронзовый призёр чемпионата мира по мотокроссу в классе MXGP в 2015 году.

## Статистика карьеры[1]
- 2018: Чемпион Великобритании по мотокроссу в классе MX1 (Lombard Suzuki/ BOS GP)
- 2016: 5 место на Чемпионате мира по мотокроссу в классе MXGP (Team HRC)
- 2015: 3 место на Чемпионате мира по мотокроссу в классе MXGP (Team HRC)
- 2012: 9 место на Чемпионате мира по мотокроссу в классе MX1 (Team HRC)
- 2011: 4 место на Чемпионате мира по мотокроссу в классе MX1 (Team HRC)
- 2010: 10 место на Чемпионате мира по мотокроссу в классе MX1 (команда CAS Honda), Чемпион Великобритании
- 2009: Чемпион России по мотокроссу в классе 250 (Команда ГУП «Автохозяйство» Правительства МО), 2-е место на Чемпионате Голландии, 20 место на Чемпионате мира в классе МХ2 — за команду Van Beers Racing
- 2008: 24 место на Чемпионате мира по мотокроссу в классе МХ2
- 2007: Чемпион России по мотокроссу в классе 125
- 2006: 12 место на Чемпионате Европы по мотокроссу в классе ЕМХ2
- 2005: 18 место на Чемпионате Европы по мотокроссу в классе ЕМХ2
- 2004: Чемпион России по шоссейно-кольцевым гонкам
- 2001: Чемпион России по мотокроссу в классе 85
- 2000: Чемпион России по мотокроссу в классе 85
- 1999: Чемпион России по мотокроссу в классе 85